# Dité

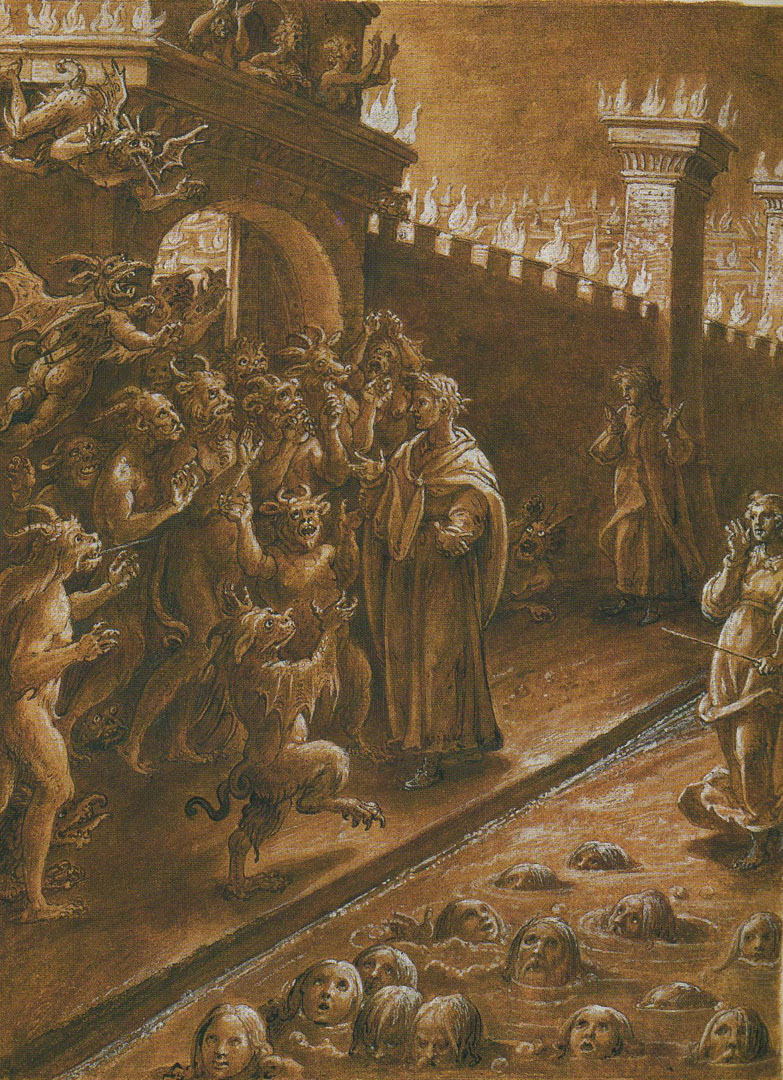
Virgile parle aux Démons, Giovanni Stradano (1587).

Dité est le nom d'une ville imaginaire que Dante Alighieri décrit dans le cantique de l'Enfer de la Divine Comédie. Il la place dans le sixième cercle.

## Description
Lorsque Dante et Virgile, son maître, arrivent en présence de la ville de Dité : Il foco etterno ch'entro l'affoca le dimostra rosse, come tu vedi in questo basso inferno, elle leur apparaît comme une ville fermée par de hauts murs reliés par plusieurs tours. La ville est entourée par le marais du Styx décrit ainsi : « Ce marais que la grande puanteur exhale, grouille autour de la ville douloureuse».
La ville est gardée par des diables qui empêchent Dante d'entrer et ne laissent parler que Virgile.